# Vordingborg
Die dänische Hafenstadt Vordingborg (dt. Vordingburg) anhörenⓘ befindet sich im äußersten Süden von Seeland am Masnedsund. Hier führt die Storstrømsbroen nach Falster, eine kombinierte Straßen- und Eisenbahnbrücke, die Teil der Vogelfluglinie (Bahnverkehr) ist. Die alte Kommune war 176,4 km² groß. Seit dem 1. Januar 2007 besteht die Kommune Vordingborg in der Region Sjælland aus den alten Kommunen Langebæk, Møn, Præstø und Vordingborg. Auf einer Fläche von nun insgesamt 621 km² wohnen 45.057 Einwohner (Stand 1. Januar 2025). Vordingborg gehört zur Kirchspielgemeinde Vordingborg Sogn.

## Geographie
Vordingborg liegt etwa 17 km südwestlich von Præstø, 28 km westlich von Stege, 29 km südlich von Næstved, 31 km nördlich von Nykøbing Falster, 53 km nordöstlich von Rødby und 92 km südwestlich von Kopenhagen.

## Geschichte
Vordingborg war seit dem 12. Jahrhundert ein wichtiger Stützpunkt der dänischen Flotte. König Waldemar IV. Atterdag ließ ihn nach 1359 tiefgreifend neu gestalten und die Burg Vordingborg zur starken Festung für seine Kriege gegen die Hanse ausbauen. 1365 wurde der erste Frieden von Vordingborg geschlossen. Seine Tochter Margarethe I., die zu ihrer Zeit mächtigste Frau Europas, verbrachte hier einen Teil ihrer Kindheit. Waldemar selbst wurde nach seinem Tod 1375 zunächst in der Burgkapelle beigesetzt. Unter Margarethes Nachfolger König Erik VII. erfolgte 1435 der zweite Frieden von Vordingborg mit Graf Adolf VIII. von Schauenburg und den Städten der Hanse unter Führung Lübecks.

### Einwohnerentwicklung

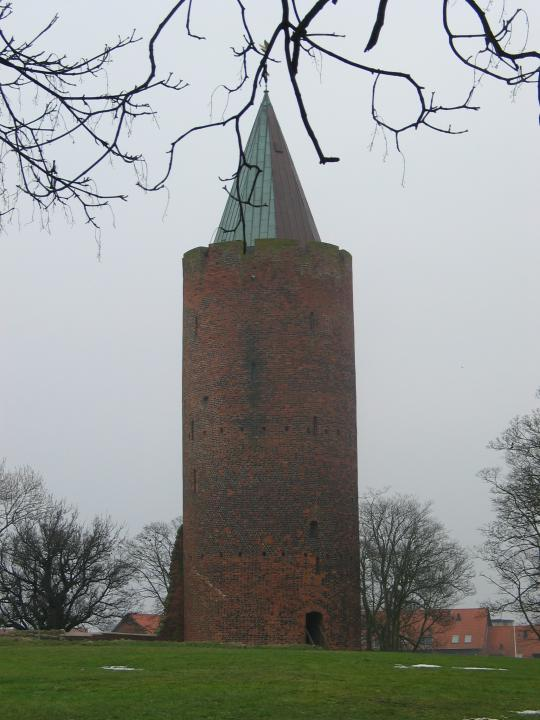
Der Gänseturm, das Wahrzeichen von Vordingborg

(jeweils 1. Januar)
- 1980 – 19.561
- 1985 – 19.810
- 1990 – 20.041
- 1995 – 19.985
- 1999 – 20.199
- 2000 – 20.226
- 2003 – 20.488
- 2005 – 20.691
- 2006 – 46.410
- 2007 – 46.485
- 2008 – 46.600
- 2009 – 46.551
- 2010 – 46.319

## Kultur und Sehenswürdigkeiten
Eine sehr bekannte Touristenattraktion ist das Wahrzeichen von Vordingborg, der Gänseturm (dänisch: Gåsetårn). Er wurde von 1362 bis 1365 für Valdemar Atterdag erbaut und ist einer der am besten bewahrten Mittelaltertürme in Skandinavien.
Knudsby Stordysse (Nr. 88961), am Orebyvej, der Langdolmen im Oreby Skov und der Milehøj liegen nordwestlich der Stadt am Anfang der Halbinsel Knudshoved Odde.

## Söhne und Töchter der Stadt
- Anne Lykke (1595–1641), Adlige
- Jacob Baden (1735–1804), Philologe, Hochschullehrer
- Peter Andreas Heiberg (1758–1841), Satiriker
- Meïr Aron Goldschmidt (1819–1887), Verleger und Schriftsteller
- Carl Georg Lange (1834–1900), Neurologe, Psychiater und Psychologe
- Julius Henrik Lange (1838–1896), Kunsthistoriker, Hochschullehrer, Autor
- Vagn Ingerslev (1885–1952), Tennisspieler
- Erik M. Poulsen (1900–1985), Fischereibiologe und Karzinologe
- Jesper Juul (1948–2019), Familientherapeut
- Morten Olsen (* 1949), Fußballspieler und Trainer
- Lars Becker-Larsen (* 1957), Dokumentarfilmemacher
- Steven Lustü (* 1971), Fußballspieler und Trainer
- Anders Trentemøller (* 1974), Techno- und Houseproduzent
- Julie Christiansen (* 1987), Schauspielerin

## Weblinks

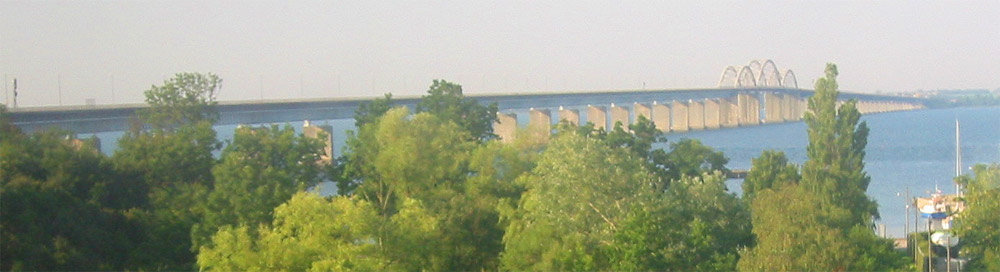
Storstrøm-Brücke bei Vordingborg